# Zapasy na Letnich Igrzyskach Olimpijskich 1936 – kategoria do 56 kg w stylu wolnym
Zmagania mężczyzn do 56 kg to jedna z siedmiu męskich konkurencji w zapasach w stylu wolnym rozgrywanych podczas Letnich Igrzysk Olimpijskich 1936. Pojedynki w tej kategorii wagowej odbyły się w dniach 2 – 5 sierpnia.
Punktacja opierała się na systemie "złych punktów karnych". Zwycięzca otrzymywał zero punktów za wygraną przez "tusz" (łopatki), a jeden za zwycięstwo decyzją trzech sędziów. Za porażkę na punkty zawodnik otrzymywał trzy punkty. Przegranie walki przez łopatki lub decyzją jednogłośną trzech sędziów skutkowało dwoma punktami karnymi. Za porażkę 1-2 przyznawano 2 punkty. Uzyskanie pięciu lub więcej punktów eliminowało zapaśnika z turnieju. 

## Klasyfikacja[1]
| Pozycja | Nazwisko          | Kraj              |
| ------- | ----------------- | ----------------- |
| 1       | Ödön Zombori      | Węgry             |
| 2       | Ross Flood        | Stany Zjednoczone |
| 3       | Johannes Herbert  | III Rzesza        |
| 4       | Herman Tuvesson   | Szwecja           |
| 5       | Aatos Jaskari     | Finlandia         |
| 6       | Ahmet Çakıryıldız | Turcja            |
| 7       | Marcello Nizzola  | Włochy            |
| 8       | Gustave Laporte   | Belgia            |
| 8       | Cesar Gaudard     | Szwajcaria        |
| 10      | Ray Cazaux        | Wielka Brytania   |
| 11      | Kōjirō Tamba      | Japonia           |
| 12      | Shankarrao Thorat | Indie             |
| 12      | Enrique Jurado    | Filipiny          |
| 12      | Antonín Nič       | Czechosłowacja    |

## Wyniki

### Pierwsza runda[2]
| Zwycięzca        | Punkty karne | Wynik        | Przegrany         | Punkty karne |
| ---------------- | ------------ | ------------ | ----------------- | ------------ |
| Ray Cazaux       | 1            | Decyzja, 3:0 | Kōjirō Tamba      | 3            |
| Johannes Herbert | 0            | Łopatki      | Ahmet Çakıryıldız | 3            |
| Ödön Zombori     | 0            | Łopatki      | Gustave Laporte   | 3            |
| Marcello Nizzola | 0            | Łopatki      | Antonín Nič       | 3            |
| Herman Tuvesson  | 1            | Decyzja, 3:0 | Aatos Jaskari     | 3            |
| Cesar Gaudard    | 0            | Łopatki      | Shankarrao Thorat | 3            |
| Ross Flood       | 1            | Decyzja, 3:0 | Enrique Jurado    | 3            |

### Druga runda[3]
| Zwycięzca         | Punkty karne | Wynik        | Przegrany         | Punkty karne |
| ----------------- | ------------ | ------------ | ----------------- | ------------ |
| Ahmet Çakıryıldız | 4            | Decyzja, 2:1 | Kōjirō Tamba      | 5            |
| Johannes Herbert  | 0            | Łopatki      | Ray Cazaux        | 4            |
| Gustave Laporte   | 3            | Łopatki      | Antonín Nič       | 6            |
| Ödön Zombori      | 1            | Decyzja, 2:1 | Marcello Nizzola  | 2            |
| Herman Tuvesson   | 1            | Łopatki      | Cesar Gaudard     | 3            |
| Aatos Jaskari     | 3            | Łopatki      | Enrique Jurado    | 6            |
| Ross Flood        | 1            | Łopatki      | Shankarrao Thorat | 6            |

### Trzecia runda[4]
| Zwycięzca         | Punkty karne | Wynik        | Przegrany        | Punkty karne |
| ----------------- | ------------ | ------------ | ---------------- | ------------ |
| Ahmet Çakıryıldız | 4            | Łopatki      | Ray Cazaux       | 7            |
| Johannes Herbert  | 0            | Łopatki      | Gustave Laporte  | 6            |
| Herman Tuvesson   | 2            | Decyzja, 3:0 | Ödön Zombori     | 4            |
| Aatos Jaskari     | 4            | Decyzja, 3:0 | Marcello Nizzola | 5            |
| Ross Flood        | 1            | Łopatki      | Cesar Gaudard    | 6            |

### Czwarta runda[5]
| Zwycięzca       | Punkty karne | Wynik        | Przegrany         | Punkty karne |
| --------------- | ------------ | ------------ | ----------------- | ------------ |
| Ödön Zombori    | 4            | Łopatki      | Ahmet Çakıryıldız | 7            |
| Herman Tuvesson | 3            | Decyzja, 2:1 | Johannes Herbert  | 2            |
| Ross Flood      | 1            | Łopatki      | Aatos Jaskari     | 7            |

### Piąta runda[6]
| Zwycięzca    | Punkty karne | Wynik        | Przegrany        | Punkty karne |
| ------------ | ------------ | ------------ | ---------------- | ------------ |
| Ödön Zombori | 4            | Łopatki      | Johannes Herbert | 5            |
| Ross Flood   | 2            | Decyzja, 3:0 | Herman Tuvesson  | 6            |

### Szósta runda[7]
| Zwycięzca    | Punkty karne | Wynik   | Przegrany  | Punkty karne |
| ------------ | ------------ | ------- | ---------- | ------------ |
| Ödön Zombori | 4            | Łopatki | Ross Flood | 5            |